# Swizz Beatz
Swizz Beatz (rođen kao Kasseem Dean, Bronx, New York, 30. kolovoza 1978.) američki je producent, DJ i reper.

## Životopis
Sa 17 godina probio se na hip hop scenu preko prijateljstva s reperom DMX-om. Godine 2010. oženio se s pjevačicom Aliciom Keys.

## Karijera

### 1998. – 2002.: Ruff Ryders i Full Surface
Sa svojim rođacima (Chivon, Dee i Waah Dean) Beatz je osnovao diskografsku kuću Ruff Ryders, a producira od 16. godine.

### 2003. – 2006.: Veliki uspjeh i status odličnog producenta
Swizz Beatz je producirao mnogo rap, hip hop i R&B singlova za glazbenike kao što su DMX ("Party Up (Up in Here)"), Beyoncé ("Check on It", "Ring the Alarm"), T.I. ("Bring 'Em Out"), Styles P ("Good Times"), Cassidy ("Hotel", "I'm a Hustla"), Busta Rhymes ("Touch It") i mnogi drugi.

## Privatni život
Swizz Beatzov prvi sin, Prince Nasir Dean, rođen je 2000. godine. Beatz se oženio 2004. godine s pjevačicom Mashondom Tifrere, s kojom ima drugoga sina rođenog u siječnju 2007. godine, a 2008. godine par se razveo.
Swizz Beatz se 31. srpnja, 2010. godine oženio s pjevačicom Aliciom Keys na francuskom otoku Korzici. Gosti na vjenčanju bili su Bono i Queen Latifah.